# Mohammad Nawaz (Cricketspieler)
Mohammad Nawaz (Urdu محمد نواز; * 21. März 1994 in Rawalpindi, Pakistan) ist ein pakistanischer Cricketspieler, der seit 2016 für die pakistanische Nationalmannschaft spielt.

## Kindheit und Ausbildung
Nawaz begann als 14-Jähriger als Medium-fast-Bowler und nach guten Leistungen in der U16-Mannschaft von Rawalpindi wurde er in das U15-Nationalteam berufen. Bei einem internationalen Turnier in den West Indies wechselte er dann seinen Bowling-Stil zu Left-arm orthodox spin. Er besuchte zunächst ein College in Rawalpindi, verließ es jedoch um sich dem Cricket zu widmen. Er war Teil der pakistainsichen Mannschaft bei der ICC U19-Cricket-Weltmeisterschaft 2012.

## Aktive Karriere
Sein First-Class-Debüt gab er im Jahr 2012. Für die Quetta Gladiators in der Pakistan Super League 2016 spielend konnte er als Bowler überzeugen und wurde daher für die Nationalmannschaft in betracht gezogen. Sein Debüt gab er dort im Twenty20 beim Asia Cup 2016 gegen die Vereinigten Arabischen Emirate. Im Sommer darauf gab er dann sein Debüt im ODI-Cicket in Irland und konnte dabei ein Half-Century über 53 Runs erreichen. Zu Beginn der Saison 2016/17 konnte er mit den Karachi Blues den National T-20 Cup 2016/17 gewinnen und dabei im Finale gegen die Karachi Whites vier Wickets (4/26) erreichen. Kurz darauf erzielte er in der ODI-Serie gegen die West Indies zunächst 4 Wickets für 42 Runs im ersten Spiel und 3 Wickets für 40 Runs im dritten. Auch bestritt er bei der Tour sein Test-Debüt. Im Mai 2017 wurde er auf Grund eines nicht gemeldeten Kontakts mit einer potentiell ihn korrumpierenden Person vom verband suspendiert und mit einer Geldstrafe belegt. Er fand seinen Weg zurück ins Team beim Asia Cup 2018 und konnte dabei gegen Afghanistan 3 Wickets für 57 Runs erreichen. Dennoch gelang es ihm weiterhin nicht sich fest im Team zu etablieren und er fiel aus dem Kader. Bei der Bangladesh Premier League 2019/20 konnte er mit den Rajshahi Royals den Titel gewinnen.
Im April 2021 erreichte er bei der ODI-Serie in Südafrika 3 Wickets für 34 Runs. Im Juli erhielt er dann einen zentralen Vertrag mit dem pakistanischen Verband. Zwar wurde er daraufhin für den ICC Men’s T20 World Cup 2021 nominiert, kam dort jedoch nicht zum Einsatz. Im Juni 2022 erzielte er im zweiten ODI gegen die West Indies 3 Wickets für 19 Runs und sicherte damit den Seriensieg. Daraufhin bestritt er erstmals seit 2016 wieder eine Test-Serie und konnte dabei in Sri Lanka ein Five-for erzielen (5/88). In den Niederlanden konnte er dann im August drei Wickets (3/42) erreichen. Beim Asia Cup 2022 erreichte er gegen Indien (3/33) und Hongkong (3/5) jeweils drei Wickets. In der Vorbereitung für die Weltmeisterschaft erreichte er in der Twenty20-Serie in England 3 Wickets für 35 Runs.